# Трифонов манастир Успења
Трифонов манастир Успења (рус. Успе́нский Три́фонов монастырь) руски је мушки православни манастир посвећен Успењу Пресвете Богородице. Манастир се налази у граду Кирову (Вјатка) у Русији, у Вјатској и Слободској епархији и припада Руској православној цркви.
Од светиња се у манастиру налазе мошти Светог Трифона Вајтског и извор Светог Трифона.

## Историја
Манастир је 1580. године основао руски светитељ Трифон Вјатски. Прво је саграђен манастир који је био посвећен Благовестима, али га је однела река Вјатка. Убрзо после тога је подигнут нов дрвени манастир, на бољем месту, овог пута посвећен Успењу Пресвете Богородице. Градња каменог манастира је отпочела у 17. веку за време епископа Јоне Баранова (рус. Иона (Баранов), 1674 — 1699). Прва камена зграда је била катедрала посвећена Успењу Пресвете Богородице (грађена од 1681. до 1686. године). Последњи зидани објекат је саграђен средином 19. века. Протекло је преко 200 година пре него што је Успенски Трифоновски манастир добио данашњи облик. Манастир је 1752. године задесио велики пожар. Након бољшевичке револуције манастир је постојао још неко време, да би 1930-их потпуно опустео. У манастирским црквама је смештен обласни архив, прехрамбени комбинат и друге градске институције. Манастирско гробље је оскрнављено, као и неке цркве.
Године 1989. катедрала Успења Пресвете Богородице је враћена епархији, а потом и цео манастирски комплекс. Убрзо потом је отпочела и обнова манастира. Поново је осликана катедрала Успера Пресвете Богородице, постављен је нов иконостас, кров је прекривен бакром...

## Грађевине
Овде се налази списак грађевина у манастирском комплексу, као и датум њихове изградње.
1. Катедрала Успења Пресвете Богородице (1684—1689)
2. Црква Светог Николе изнад улаза (1692—1695)
3. Звоник (1714, 1764, обновљен 1994—1995)
4. Црква Света три јерарха (1711—1717)
5. Благовештенска црква (1728)
6. Настојатељске зграде (1719, 1818)
7. Монашки конак (1742, 1831)
8. Североисточна кула (1742)
9. Северозападна кула (1742, обновљена 1993)
10. Манастирска чуварска кућица (1740)
11. Монашке ћелије и богословија (1764)
12. Југозападна кула (1774—1775, обновљена 1994)
13. Југоисточна кула (1774—1775)
14. Манастирска колиба (1769)
15. Капела Трифуна Вјатског (1684, обновљена 1990)
16. Спаваонице за студенте богословије (1856)
17. Летњиковац настојатеља у башти (1849)